# Амелін (Лодзинське воєводство)
Амелін (пол. Amelin) — село в Польщі, у гміні Радомсько Радомщанського повіту Лодзинського воєводства.
У 1975-1998 роках село належало до Пйотрковського воєводства.